# Aleksander belgijski
Aleksander, książę Belgii, właśc. Alexandre Emmanuel Henri Albert Marie Léopold de Belgique (ur. 18 lipca 1942 w Laeken, zm. 29 listopada 2009 w Sint-Genesius-Rode) – książę belgijski, syn króla Belgów Leopolda III i jego drugiej żony Mary Lilian Baels, księżnej de Réthy, przyrodni brat Józefiny Charlotty, Baldwina I i Alberta II.

## Życiorys
W dzieciństwie chorował z powodu zwężenia aorty, na co w 1957 był operowany. Po maturze zaczął studiować medycynę, najpierw w Leuven, potem na Uniwersytecie Harvarda. Później zmienił kierunek studiów, wstępując do Królewskiej Akademii Malarstwa i Rzeźby w Paryżu. Po studiach pracował w sklepie z konfekcją, u ajenta ubezpieczeniowego, próbował też sił w reklamie. Następnie wyemigrował do Australii, gdzie sprzedawał samochody, a pod koniec życia zajmował się handlem w belgijskim przedsiębiorstwie.
14 marca 1991 w Debenham wziął ślub cywilny z dwukrotnie rozwiedzioną Léą Wolman. Do 1998 ich małżeństwo było utrzymywane w sekrecie. Aleksander nie miał potomstwa, wychowywał jednak dwoje dzieci żony z poprzednich małżeństw: Laetitię i Renauda.
Książę Aleksander zmarł 29 listopada 2009 na zatorowość płucną. Został pochowany 4 grudnia 2009 w kościele Notre-Dame w Laeken.